# الحرب، الحب، الله والجنون
الحرب والحب والله والجنون هو فيلم وثائقي من إخراج محمد الدراجي عام 2008. تبلغ مدة الفيلم 83 دقيقة وهو مستوحى من حرب العراق. ويوثق الفيلم جهود صناعة فيلم أحلام في العراق أثناء تلك الحرب.
كان الفيلم الوثائقي في الأصل باللغة العربية، على الرغم من توفر الترجمة الإنجليزية.

## عروض
وصفه مارك كيرمود من هيئة الإذاعة البريطانية بأنه "فيلم وثائقي مذهل ومؤثر، ويظهر بدقة مدى خطورة إطلاق النار في العراق".
قال جاي وايسبيرج، الكاتب في مجلة فارايتي، "غالبًا ما تكون الصور غير واضحة، ولكن نظرًا لمخاطر التصوير، فمن المعجز أن يكون لديهم الكثير منها".

## روابط خارجية
- "War, Love, God, & Madness". Typecast Films. 17 نوفمبر 2010. مؤرشف من الأصل في 2018-11-09. اطلع عليه بتاريخ 2013-10-27.
- الحرب، الحب، الله والجنون  في قاعدة بيانات الأفلام على الإنترنت (بالإنجليزية)